# Shani

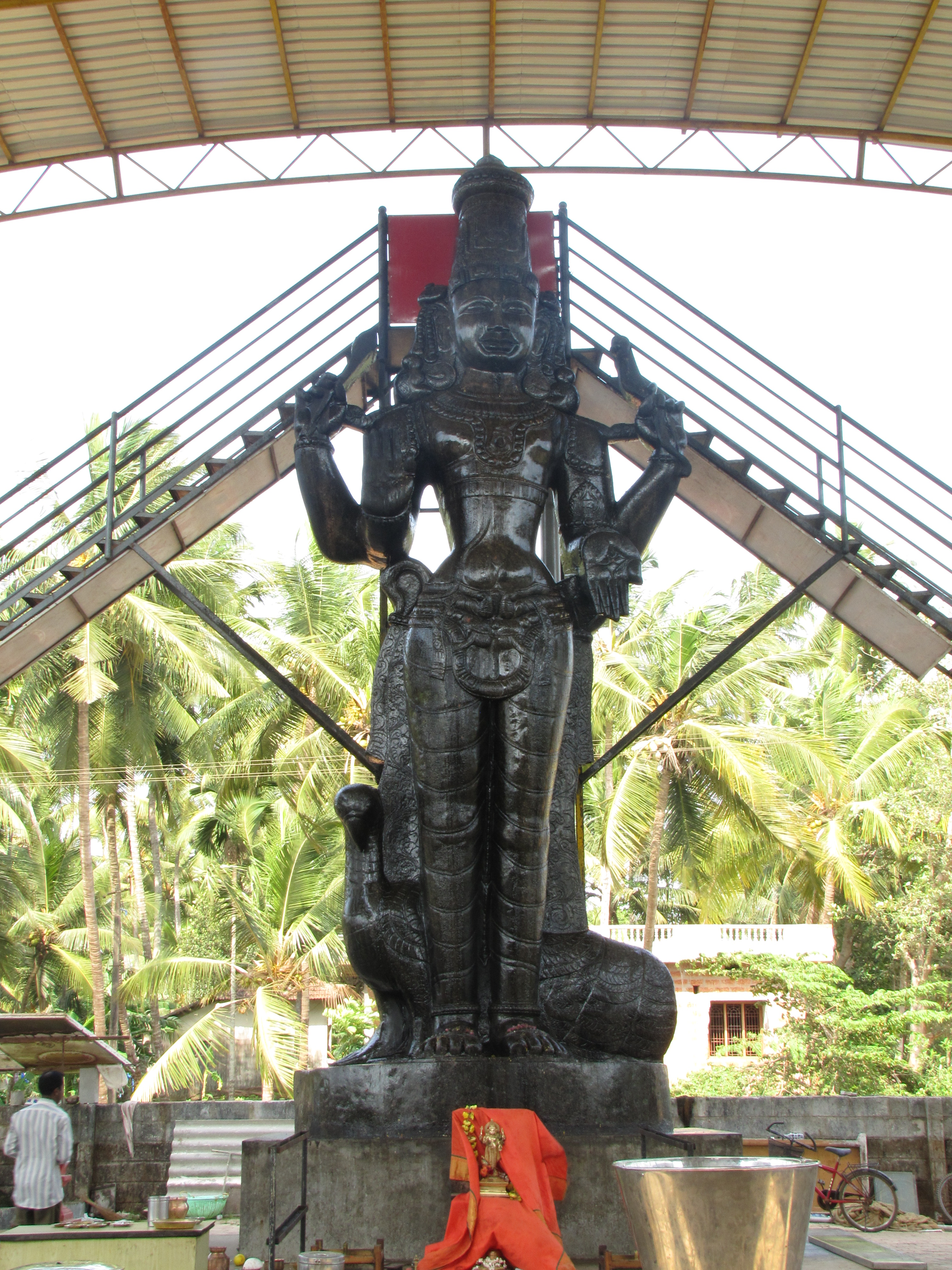
Estatua de Shani en Bannanje, Udupi

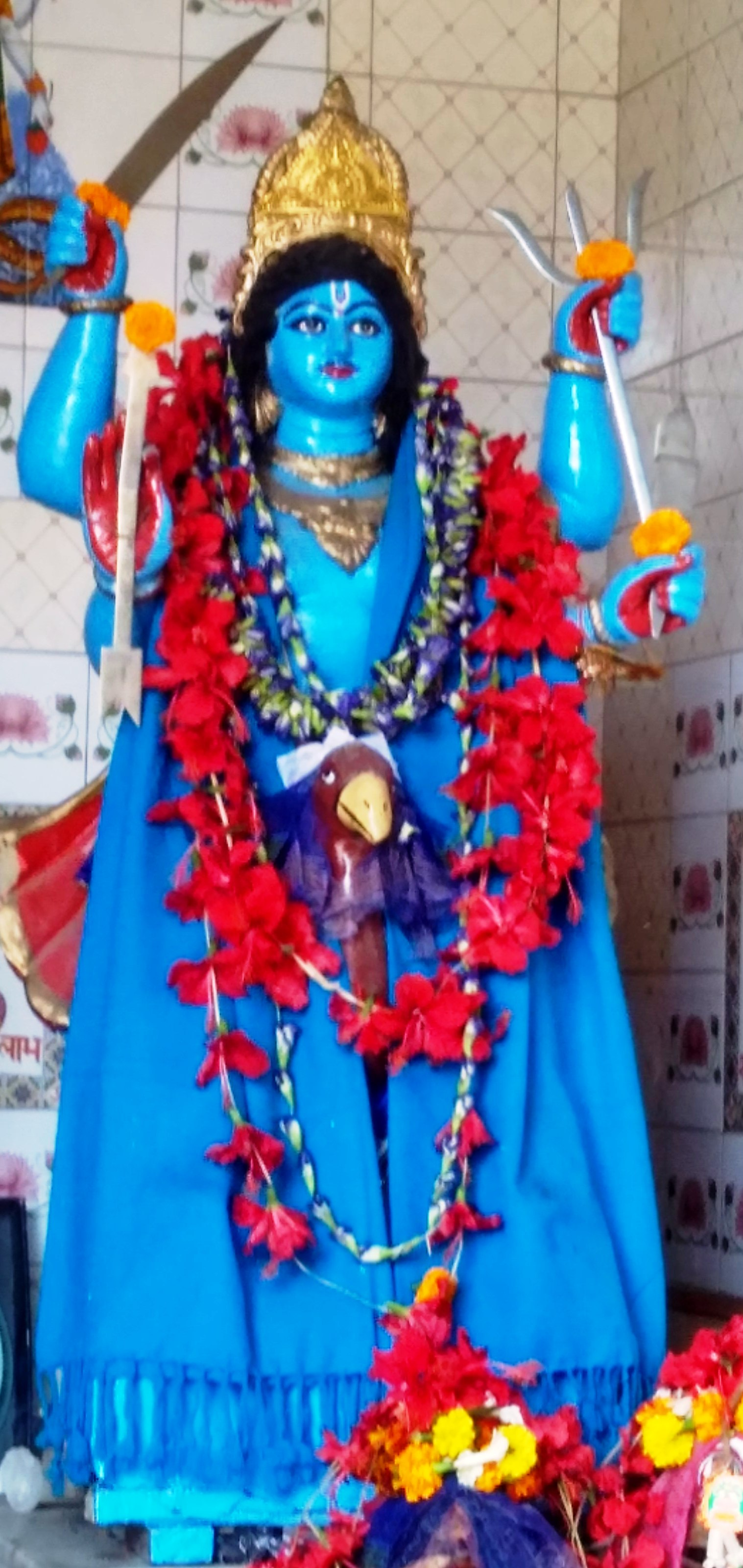
Shani dev en un templo de Calcuta, India

Shani (en sánscrito: शनि, Śani) es uno de los Navagraha (los nueve seres celestiales primarios) en la astrología hindú de Jyotiṣa. Shani está encarnado el planeta Saturno y es el señor del Sábado. Shani es también conocido como Śanaiścara (शनैश्चर).
La palabra shani también denota el día 7 o Sábado en lenguas indias. La palabra shani (शनि) procede de Śanayē Kramati Saḥ (शनये क्रमति सः), el que se mueve lentamente, porque Saturno tarda 30 años en desplazarse alrededor del Sol. 